# Scrupocellaria muricata
Scrupocellaria muricata is een mosdiertjessoort uit de familie van de Candidae. De wetenschappelijke naam van de soort is voor het eerst geldig gepubliceerd in 1816 door Lamouroux.